# Abdelghafour Lamirat
Abdelghafour Lamirat, né le 26 août 1997 à Casablanca, est un footballeur marocain jouant au poste de milieu de terrain à Wydad AC.

## Biographie

### En club
Abdelghafour Lamirat commence sa carrière professionnelle au CJ Ben Guerir en D2 marocaine.
Le 22 août 2021, il paraphe un contrat de trois saisons à l'OC Safi. Le 10 septembre 2021, il dispute son premier match face au DH El Jadida (défaite, 0-1).

### En sélection
En décembre 2022, il reçoit sa première convocation avec l'équipe du Maroc A' sous Houcine Ammouta pour un stage de préparation au CHAN 2023 en Algérie.